# ヨーゼフ・フォン・メリング

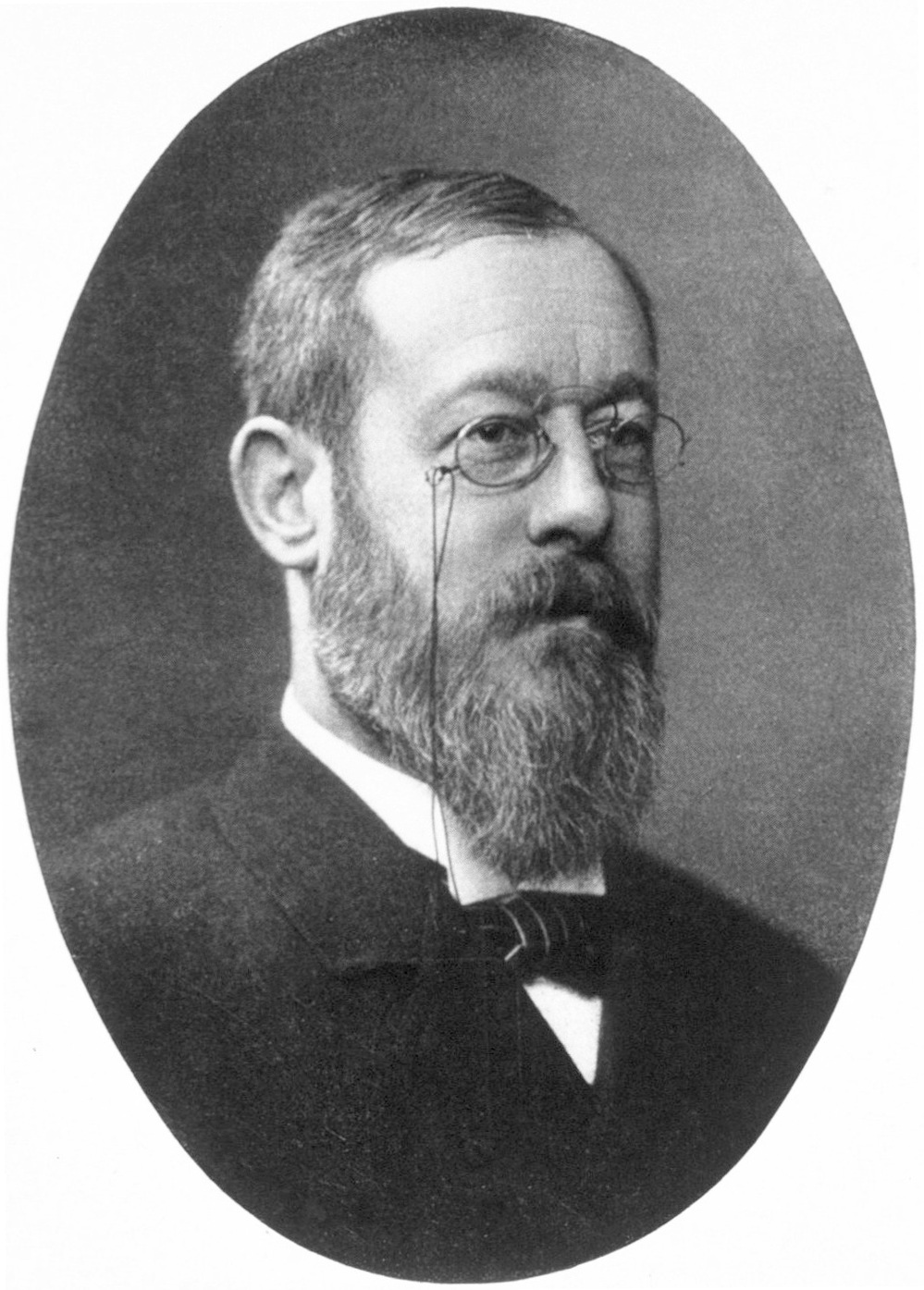
ヨーゼフ・フォン・メリング

ヨーゼフ・フォン・メリング男爵（Joseph Freiherr von Mering、1849年2月28日 – 1908年1月5日）は、ドイツの医師。化学者エミール・フィッシャーとともに睡眠薬バルビタールの合成に成功したほか、オスカル・ミンコフスキーとの共同研究で膵臓と糖尿病の関係を発見した。

## 略歴
1849年2月28日、ケルンで生まれた。ケルンのギムナジウムに通った後、ボン大学、グライフスヴァルト大学、シュトラスブルク大学で医学を学び、シュトラスブルクではフェリクス・ホッペ＝ザイラーのもとで学び、軟骨に関する博士論文で博士学位を修得した。普仏戦争が勃発したときは従軍看護師に志願した。
博士学位を修得した後、催眠剤の研究に興味を持ったためシュトラスブルク大学の精神科クリニックの助手になった。1875年にベルリン大学クリニックに転じ、さらに直後にライプツィヒ大学に転じた。1877年から1878年にかけてバート・ザルツシュリルフで痛風と糖尿病を研究し、冬期にはボン大学とシュトラスブルク大学の研究所で過ごした。1878年にシュトラスブルク大学薬理学研究所に戻り、1879年に水銀の動物に対する効果に関する論文で内科の大学教授資格を修得した。1886年にシュトラスブルク大学の助教授に就任し、1890年にハレ大学に転じた。1894年に教授に昇進し、1900年にハレ大学病院の院長に就任した。
1902年と1906年にノーベル生理学・医学賞にノミネートされた。
1907年に肺炎にかかり、1908年1月5日にハレで死去した。

## 研究
1889年のオスカル・ミンコフスキーとの共同研究において、犬から膵臓を取り除くと、ヒトの糖尿病のような病状を示し、すぐに死亡することを発見した。これにより、後にインスリン（1921年発見）として知られる物質が膵臓で生成されているという仮説が生まれた。
ヘキスト社に協力して解熱剤、鎮痛剤、睡眠薬の開発を進め、化学者エミール・フィッシャーとともにバルビタールの合成に成功した。アセトアミノフェンとフェナセチンの解熱鎮痛剤としての効果を研究して、1893年に論文を発表した。